# Matilda II
De Infantry Tank Matilda, ook wel Matilda II of Mk II Matilda was een Britse tank uit de Tweede Wereldoorlog. Het was de opvolger van de Matilda I, maar was groter, beter bewapend en een geheel nieuw ontwerp. Waar de Matilda I eigenlijk ontworpen was voor de vorige oorlog (de Eerste Wereldoorlog) moest de Matilda II voorzien in de toekomstige behoefte van het Britse leger aan een infanterietank, dat wil zeggen een tank die infanterie in het gevecht begeleidde, en die dus niet snel hoefde te zijn. 
Het prototype verscheen in 1938; het had een voor die tijd goede bepantsering en een normaal kanon. Ook waren de bediening en het onderhoud vrij eenvoudig. De productie startte net op tijd om bij het uitbreken van de oorlog de eerste exemplaren in dienst te hebben.
Tijdens de eerste jaren van de oorlog was de tank sterk genoeg om de meeste Duitse tank- en antitankkanonnen te weerstaan. In de Slag bij Arras was ze buitengewoon succesvol, en alleen de inzet van de 88mm Flak (voor de eerste keer in een anti-tank rol) kon haar tegenhouden.
Aangezien de Matilda I in 1940 uit dienst gehaald werd (er waren er niet veel van gebouwd, en daarvan waren er ook de nodige in Frankrijk gesneuveld) duidt de naam "Matilda" eigenlijk altijd op de Matilda II. De Matilda is vooral bekend van de campagne in Noord-Afrika. Kort na de slag bij El-Alamein in 1942 werd de Matilda door de Britten teruggetrokken uit de strijd tegen nazi-Duitsland.
Daarna kende ook dit type een groot aantal andere toepassingen, zoals een ontmijningsvoertuig (de Baron), als vlammenwerper (de Frog) en als basis van de Canal Defence Light, een pantserwagen met een grote schijnwerper om slagvelden te verlichten.
In het Verre Oosten bleef de tank tot het einde van de oorlog in gebruik. De Japanners hadden slechts heel lichte tanks, zodat de Matilda nog heel nuttig bleef. Daarmee was het de enige Britse tank die de hele oorlog bij de Britten in dienst was. 
In totaal werden er bijna drieduizend gebouwd, waarvan er zo'n duizend naar de Sovjet-Unie gestuurd werden. Vandaag de dag overleven nog enkele tientallen exemplaren; sommige in rijklare toestand.